# Tomasz Budziński
Tomasz Budziński (* 24. April 1998 in Opoczno) ist ein polnischer Radrennfahrer.

## Sportlicher Werdegang
Seine Karriere im Radsport begann Budziński im Mountainbikesport, wo er noch 2018 bei den Welt- und Europameisterschaften im Cross-Country startete. Zudem wurde er 2018 polnischer Meister im Eliminator vor seinem Bruder Marcin.  
Zur Saison 2019 wechselte Budziński mit seinem Bruder auf die Straße und wurde Mitglied im polnischen UCI Continental Team Mazowsze Serce Polski, für das er nach einem Jahr Unterbrechung in der Saison 2020 seit 2021 wieder an den Start geht. Seine bisher stärkste Saison hatte er im Jahr 2022: Beim Memoriał Henryka Łasaka erzielte er den bisher einzigen internationalen Einzelsieg seiner Karriere. Mit dem zweiten Gesamtrang beim Course Cycliste de Solidarność et des Champions Olympiques erreichte er auch das bisher beste Ergebnis bei einer Rundfahrt.
Zur Saison 2025 wechselte Budziński zum polnischen Voster ATS Team.

## Familie
Tomasz Budziński ist der Zwillingsbruder von Marcin Budziński, der ebenfalls als Radrennfahrer aktiv ist und bis 2024 mit ihm im selben Team fuhr.

## Erfolge
2018
- Polnischer Meister – Cross-Country Eliminator (MTB)

2022
- Memoriał Henryka Łasaka

2024
- Mannschaftszeitfahren Tour de Kurpie